# Верельський мирний договір
Верельський мирний договір або Верельський мир 1790 року — договір, який офіційно завершив Російсько-шведську війну 1788—1790 років. Підписано 3 (14) серпня 1790 року на мизі Вяряля (у російських документах тієї епохи використовувалося написання Вереля; нині село Вяряля у районі фінського міста Коувола (провінція Кюменлааксо) Російською імперією, з одного боку, та Шведським королівством — з другого. Від імені Російської імперії договір підписав генерал-поручник, генерал-губернатор Симбірський і Уфимський барон Осип Андрійович Ігельстрем, від імені Шведського королівства — генерал-майор, обер-камерюнкер, генерал-ад'ютант короля Густава III барон Ґустав Моріц Армфельт. Договір визнаний безстроковим.

## Основні умови договору
- відновлення «вічного миру», підтвердження непорушності постанов Ніштадського і Абоського мирних договорів[3]
- збереження статус-кво та незмінності довоєнних кордонів[3]
- взаємне звільнення полонених[3]
- встановлення правил взаємного салютування флотів у Балтійському морі та у власних портах
- підтвердження дозволу російського уряду про безмитні закупівлі Швецією в російських балтійських портах хліба (зерна, борошна) на 50 тисяч рублів і прядива на 200 тисяч рублів щорічно[3]